# George Kambosos Jr.
George Kambosos Jr. (Sídney, Nueva Gales del Sur, 14 de junio de 1993) es un boxeador australiano.  Ex campeón mundial de Peso Ligero, ostento el campeonato mundial unificado de la WBA (Súper), WBC (Franquicia), WBO, IBF, The Ring y Lineal de dicha división de 2021 al 2022 y posteriormente el de la IBO de 2023 al 2024. 

## Biografía
Kambosos nació en Sídney, Australia de padres de ascendencia griega. Sus abuelos paternos se mudaron de Esparta a Australia y Kambosos tiene el famoso grito de guerra del guerrero griego "Nunca te retires, nunca te rindas" tatuado en su cuerpo en homenaje a su herencia. Comenzó a jugar la liga de rugby junior para los Gymea Gorillas a una temprana edad y a menudo fue acosado cuando era niño por tener sobrepeso, por lo que su padre lo inscribió en clases de boxeo a los 11 años de edad para mejorar su condición física. Kambosos rápidamente dejó caer el exceso de peso y fue colocado en el equipo de desarrollo de Cronulla Sharks donde fue entrenado por Ricky Stuart, pero se encontró en una encrucijada cuando era adolescente al verse obligado a elegir entre el boxeo y la liga de rugby. Eligió seguir el camino del boxeo y comenzó su carrera acumulando 85 victorias en 100 peleas como aficionado antes de convertirse en profesional.

## Carrera profesional

### Inicios
Kambosos hizo su debut en el boxeo profesional en mayo de 2013, a la edad de 19 años, cuando se enfrentó al boxeador filipino Jayson Mac Gura y salió victorioso por nocaut técnico en el segundo asalto. En diciembre de 2016, capturó el título de Oceanía de la AMB al vencer al número nueve del mundo Brandon Ogilvie. Luego se enfrentó a Qamil Balla en mayo de 2017, a quien derrotó por decisión unánime en una pelea a diez asaltos. Cinco meses después, noqueó a Krai Setthaphon en el noveno asalto y ganó los títulos de la AMB Oceanía y la FIB Pan Pacífico en la división de peso ligero. En junio de 2017, Kambosos fue fichado por Manny Pacquiao como su principal compañero de entrenamiento en preparación para la pelea con Jeff Horn y también se ha mantenido como el principal compañero de entrenamiento de Pacquiao en sus peleas posteriores. En abril de 2018, Kambosos firmó un contrato promocional con DiBella Entertainment. En mayo de 2018, hizo su debut en los EE. UU. y noqueó a José Forero en solo 1 minuto y 48 segundos. El 19 de enero de 2019, Kambosos derrotó a Rey Pérez en el MGM Grand de Las Vegas en la cartelera de Manny Pacquiao contra Adrien Broner por decisión unánime en su segunda pelea en territorio estadounidense. El 7 de junio en Atenas, Kambosos regresó a su tierra natal de Grecia y noqueó al venezolano Richard Peña en el sexto asalto frente al repleto Centro Olímpico Galatsi. Desafió al ex campeón mundial de dos divisiones José Pedraza después de su victoria.

###### Kambosos vs. Bey
El 14 de diciembre de 2019, Kambosos se enfrentó a su oponente más duro hasta ese entonces, el ex campeón de peso ligero de la FIB, Mickey Bey. Ganó la pelea por decisión dividida en la cartelera de Terence Crawford contra Egidijus Kavaliauskas.

###### Kambosos vs. Selby
El 31 de octubre de 2020, Kambosos derrotó al ex campeón de peso pluma de la FIB, Lee Selby, por decisión dividida en el Wembley Arena de Londres. La victoria sobre Selby convirtió a Kambosos en el retador obligatorio por el título de peso ligero de la FIB.

### Campeón unificado de peso ligero

###### Kambosos vs. Teófimo López
El 9 de enero de 2021, la FIB ordenó al invicto campeón de peso ligero unificado Teófimo López defender sus títulos contra Kambosos, su contendiente número uno y retador obligatorio. La pelea se fijó inicialmente para el 5 de junio de 2021 en el LoanDepot Park en Miami, Florida, antes de ser pospuesta varias veces, debido a complicaciones que involucraron a López al contraer COVID-19 y disputas sobre el lugar de la pelea. Kambosos ganó la pelea por decisión dividida para convertirse en el nuevo campeón mundial unificado de peso ligero. Un juez tenía 114-113 para López, mientras que los otros dos jueces anotaron el combate 115-112 y 115-111 a favor de Kambosos.

## Campeonatos

### Títulos Mundiales
- Campeón Mundial de Peso Ligero del WBC (Franquicia)
- Campeón Mundial de Peso Ligero de la WBA (Súper)
- Campeón Mundial de Peso Ligero de la WBO
- Campeón Mundial de Peso Ligero de la IBF
- Campeón Mundial de Peso Ligero de la IBO
- Campeón Mundial de Peso Ligero de The Ring
- Campeón Mundial Lineal de Peso Ligero

### Títulos internacionales
- Campeón NSW state de Peso Ligero
- Campeón de la Federación Australiana de Boxeo de Peso Ligero
- Campeón WBA-PABA de Peso Ligero
- Campeón WBA Oceanía de Peso Ligero
- Campeón IBF Pan Pacifico de Peso Ligero

## Récord profesional
| 21 Ganadas (10 knockouts, 11 decisiones), 3 Derrotas y 0 Empates |        |                           |                        |               |                         |                                                                  | |
| Res.                                                             | Récord | Oponente                  | Tipo                   | Rd., Tiempo   | Datos                   | Localidad                                                        | Notas |
| D                                                                | 21-3   | Vasyl Lomachenko          | TKO                    | 11 (12), 2:49 | 12 de mayo de 2024      | RAC Arena, Perth, Australia                                      | Pierde el campeonato mundial de La IBO de Peso Ligero. Por el campeonato mundial de La IBF de Peso Ligero.                                                |
| G                                                                | 21-2   | Maxi Hughes               | Decisión (Mayoritaria) | 12            | 22 de julio de 2023     | Firelake Arena, Shawnee, Oklahoma                                | Gana el campeonato mundial de La IBO de Peso Ligero. |
| D                                                                | 20-2   | Devin Haney               | Decisión (unánime)     | 12            | 16 de octubre de 2022   | Rod Laver Arena, Melbourne, Australia                            | Por los Títulos Mundiales de la WBA (Súper), WBC, IBF, WBO, The Ring y Lineal en Peso ligero.                                                             |
| D                                                                | 20–1   | Devin Haney               | Decisión (unánime)     | 12            | 5 de junio de 2022      | Marvel Stadium, Melbourne, Australia                             | Pierde los campeonatos mundiales WBC (Franquicia), WBA (Súper), IBF, WBO, The Ring y Lineal de Peso Ligero. Por el campeonato mundial WBC de Peso Ligero. |
| G                                                                | 20–0   | Teófimo López             | Decisión (dividida)    | 12            | 27 de noviembre de 2021 | Hulu Theater, Ciudad de Nueva York, Nueva York, EE. UU.          | Gana los campeonatos mundiales WBC (Franquicia) WBA (Súper), IBF, WBO, The Ring y Lineal de Peso Ligero.                                                  |
| G                                                                | 19–0   | Lee Selby                 | Decisión (dividida)    | 12            | 31 de octubre de 2020   | The SSE Arena, Londres, Inglaterra                               | |
| G                                                                | 18–0   | Mickey Bey                | Decisión (dividida)    | 10            | 14 de diciembre de 2019 | Madison Square Garden, Ciudad de Nueva York, Nueva York, EE. UU. | |
| G                                                                | 17–0   | Richard Pena              | TKO                    | 6 (10), 1:36  | 7 de junio de 2019      | Galatsi Olympic Hall, Atenas, Grecia                             | |
| G                                                                | 16–0   | Rey Perez                 | Decisión (unánime)     | 8             | 19 de enero de 2019     | MGM Grand Garden Arena, Paradise, Nevada, EE. UU.                | |
| G                                                                | 15–0   | JR Magboo                 | TKO                    | 2 (8), 2:02   | 15 de julio de 2018     | Axiata Arena, Kuala Lumpur, Malasia                              | |
| G                                                                | 14–0   | José Forero               | KO                     | 1 (10), 1:48  | 5 de mayo de 2018       | Foxwoods Resort Casino, Ledyard, Connecticut, EE. UU.            | |
| G                                                                | 13–0   | Krai Setthaphon           | TKO                    | 9 (10), 1:59  | 13 de octubre de 2017   | Melbourne Pavilion, Melbourne, Australia                         | Retiene el título WBA Oceania de peso ligero; Gana el título IBF Pan Pacífico de peso ligero.                                                             |
| G                                                                | 12–0   | Qamil Balla               | Decisión (unánime)     | 10            | 6 de mayo de 2017       | Vodafone Events Centre, Auckland, Nueva Zelanda                  | |
| G                                                                | 11–0   | Brandon Ogilvie           | Decisión (unánime)     | 12            | 2 de diciembre de 2016  | Luna Park, Sídney, Australia                                     | Gana el título WBA Oceania de peso ligero |
| G                                                                | 10–0   | Issa Nampepeche           | RTD                    | 4 (12), 3:00  | 8 de junio de 2016      | Entertainment Centre, Sídney, Australia                          | Retiene el título WBA-PABA de peso ligero |
| G                                                                | 9–0    | Joebert Delos Reyes       | KO                     | 4 (12), 2:34  | 12 de diciembre de 2015 | Alexandria Basketball Stadium, Sídney, Australia                 | Retiene el título WBA-PABA de peso ligero. |
| G                                                                | 8–0    | Leonardo Esteban González | TKO                    | 3 (12), 2:59  | 4 de julio de 2015      | Club Punchbowl, Sídney, Australia                                | Gana el título WBA-PABA interino de peso ligero. |
| G                                                                | 7–0    | Rodynie Rafol             | Decisión (unánime)     | 6             | 31 de enero de 2015     | Allphones Arena, Sídney, Australia                               | |
| G                                                                | 6–0    | Robert Toomey             | Decisión (unánime)     | 10            | 29 de agosto de 2014    | Club Punchbowl, Sídney, Australia                                | Gana el título de la Federación Nacional Australiana de Boxeo de peso ligero.                                                                             |
| G                                                                | 5–0    | Akrapong Nakthaem         | TKO                    | 1 (6), 2:30   | 9 de abril de 2014      | Entertainment Centre, Newcastle, Australia                       | |
| G                                                                | 4–0    | Paitoon Jaikom            | Decisión (unánime)     | 6             | 29 de enero de 2014     | Entertainment Centre, Brisbane, Australia                        | |
| G                                                                | 3–0    | Michael Correa            | TKO                    | 6 (8), 2:59   | 22 de noviembre de 2013 | Croatian Club, Sídney, Australia                                 | Gana el título vacante NSW state peso ligero |
| G                                                                | 2–0    | Roberto Oyan              | Decisión (unánime)     | 6             | 17 de agosto de 2013    | Croatian Club, Sídney, Australia                                 | |
| G                                                                | 1–0    | Jayson Mac Gura           | TKO                    | 2 (6), 2:06   | 18 de mayo de 2013      | Croatian Club, Sídney, Australia                                 | |